# QWOP
《QWOP》是一款於2008年推出的布娃娃系统Flash游戏，由澳大利亚樂隊Cut Copy前貝斯手貝內特·福迪（Bennett Foddy）開發。在遊戲中，玩家需要使用鍵盤上的Q、W、O、P鍵來控制一位名為「Qwop」的運動員。此遊戲於2010年12月網絡爆紅，並讓福迪的網站「Foddy.net」累積超過3000萬人次的瀏覽次數。

## 背景

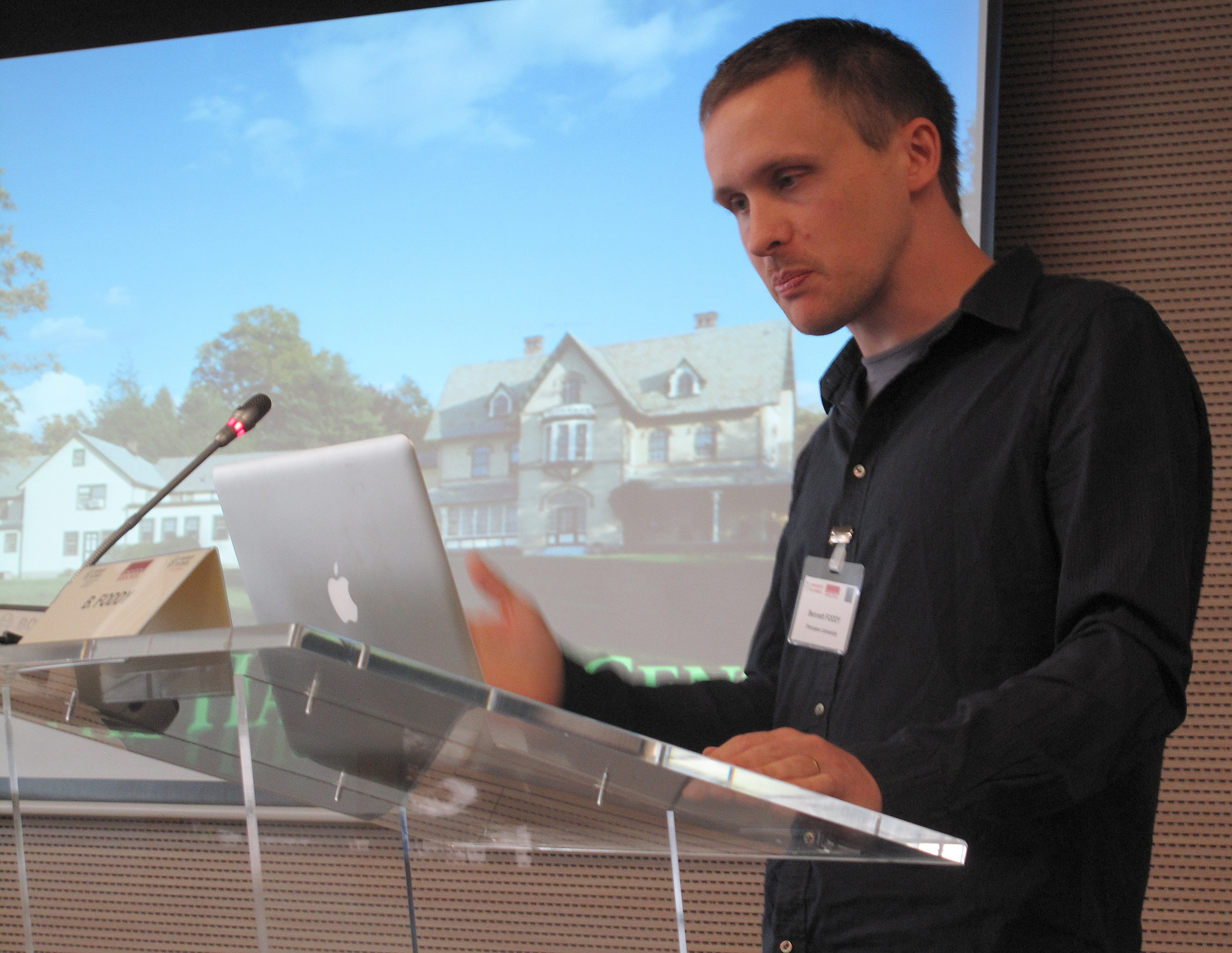
貝內特·福迪，攝於2009年10月

《QWOP》是於2008年11月由貝內特·福迪為其網站「Foddy.net」創作。當時，福迪是牛津大學馬丁學院新生物科學倫理計劃的副主任及高級研究員。在拖延哲學論文寫作的時候，貝內特自學了遊戲製作。自從他在5歲時得到了第一台電腦（ZX Spectrum）後，他便不停地玩電子遊戲。因此，他對電子遊戲情有獨鍾。

## 遊戲系統
在遊戲中，玩家需要控制一位名為「Qwop」的運動員完成奥林匹克运动会的100米競跑賽事。透過使用鍵盤上的Q、W、O、P按鈕，玩家需要控制Qwop腿的運動令他向前走动（Q、W控制左右大腿，而O、P控制小腿）。

## 反響
玩家在此遊戲中的目標很簡單，就是控制Qwop向前走100米。但是，此遊戲的操控实则非常困難，致使不少玩家均無法完成遊戲。福迪亦指出他曾因此收到很多投訴信。儘管此遊戲因操控困難而被批評，但此遊戲自從發佈後便累積了過百萬的玩家數量，並令福迪網站的瀏覽次數急升至3000萬人次。

## 突破與流行文化

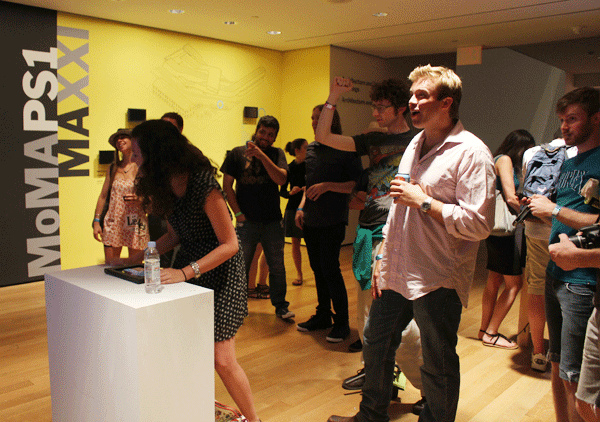
在紐約市現代藝術博物館中的《QWOP》，攝於2011年7月

2010年12月初，此遊戲因為雷·威廉·約翰遜在Youtube上的推廣而開始獲得知名度。此遊戲之後便逐漸成為了一個網絡迷因。
2011年7月27日，此遊戲在紐約市現代藝術博物館中展出。
吉尼斯世界紀錄大全後來更為此遊戲設定了一個世界紀錄，即「最快完成QWOP 100米賽跑的人」。2013年3月18日，奇恩塔马尼的拉瑪昌德拉·羅斯漢刷新了完成QWOP 100米賽跑的最快紀錄：1分零3秒（該年4月更是刷新為51秒）。
此遊戲亦曾於電視連續劇辦公室第9季中出現。

## 其他版本
此遊戲的iPhone移植版於2011年發佈。iPhone移植版和原版在操控层面有所不同。Kotaku稱此遊戲的iPhone移植版「比原作難4000%」和「拇指的奥运会」。
此遊戲的多人模式版本稱為「2QWOP」，是在奧斯汀活動“Foddy冬季奧運會”中亮相後發佈。在此遊戲中，一名玩家使用Q、W、E、R按鈕，另一名玩家則使用U、I、O、P按鈕。

## 外部連結
- 官方网站